# Суб'яурре Рамон
Рамон Суб'яурре де Аґірресабаль, ісп. Ramón de Zubiaurre Aguirrezábal (1882, Ґарай — 1969, Мадрид) — іспанський художник.
Народився у селищі Ландаберена, наймолодний з братів Суб'яурре, впродовж усього життя тісно співпрацював зі своїм братом Велентіном де Суб'яуррею. Двоє братів були глухими. Критики вказують на це як на головну причину догого та тісного зв'язку між ними. Між 1903 та 1912 отримували пенсії надані радою Біскайї, що дозволило їм присвятити себе художництву.
З самого початку своєї кар'єри його художній розвиток був пов'язаний з Національними виставнами мистецтв та культурним середовищем Мадриду. В 1905 закінчив Академію Сан Фернандо, переїхав у Париж, де завершив навчання. Згодом переїхав у Мадрид, де разом з братом винаймав студію поблизу станції Аточа.
В 1918 Рамон був обраний членом Іспанського Товариства Америки, що базувалося в Нью-Йорку. У 1940 художник переїхав у Америку та не повертався в Іспанію до 1951. Помер в Мадриді в 1969.